# Municipio de Platte Lake
El municipio de Platte Lake (en inglés: Platte Lake Township) es un municipio ubicado en el condado de Crow Wing en el estado estadounidense de Minnesota. En el año 2010 tenía una población de 414 habitantes y una densidad poblacional de 4,43 personas por km².

## Geografía
El municipio de Platte Lake se encuentra ubicado en las coordenadas 46°11′24″N 94°0′22″O / 46.19000, -94.00611. Según la Oficina del Censo de los Estados Unidos, el municipio tiene una superficie total de 93.39 km², de la cual 92,55 km² corresponden a tierra firme y (0,9 %) 0,84 km² es agua.

## Demografía
Según el censo de 2010, había 414 personas residiendo en el municipio de Platte Lake. La densidad de población era de 4,43 hab./km². De los 414 habitantes, el municipio de Platte Lake estaba compuesto por el 97,58 % blancos, el 1,93 % eran amerindios y el 0,48 % eran de una mezcla de razas. Del total de la población el 0,48 % eran hispanos o latinos de cualquier raza.